# ليلة عيد الحب (فلم)
ليلة عيد الحب ( بالإنجليزية: Valentine's Night ) فيلم هندي رومانسي من إخراج كريشان كومار وبادال كومار وبطولة روبتكي بايال وسانجرام سينغ ونيها ثاكور ومينز راهول وأغاني الفيلم من غناء وألحان فرقة Astitva, وإنتاج سانجيف مالهوترا. وتم إصداره في 10 فبراير 2012.

## رأي النُقاد
تم إستقبال الفيلم بِمُلاحظات سلبية وحادة من النُقاد حيث يقول الناقد Avijit Ghosh من جريدة تايمز أوف انديا: (" فيلم ليلة عيد الحب مُجرد فيلم أقل من العادي لِمجموعة من الشباب الفارغين وسائقي السيارات الذين لا يعرفون أين يذهبون لذا لا عمل لهُم إلا القيادة في شوارع دلهي طوال الليل!").

## روابط خارجية
- مقالات تستعمل روابط فنية بلا صلة مع ويكي بيانات